# TIA Portal
TIA Portal (англ. Totally Integrated Automation Portal) — интегрированная среда разработки программного обеспечения систем автоматизации технологических процессов от уровня приводов и контроллеров до уровня человеко-машинного интерфейса. Является воплощением концепции комплексной автоматизации (англ. Totally Integrated Automation) и эволюционным развитием семейства систем автоматизации Simatic компании Siemens AG.
В TIA Portal интегрированы следующие программные пакеты:
- SIMATIC STEP 7 V17 109784439
- SIMATIC STEP 7 Safety V17 109783085
- SIMATIC WinCC V17 109795525
- SIMATIC WinCC Unified V17 109792165
- SINAMICS Startdrive V17 109795276
- SIMOTION SCOUT TIA V5.4 SP3 109801441
- SIMOCODE ES V17 109793079
- SIRIUS Soft Starter ES V17 109793077
- SIRIUS Safety ES V17 109793091

Через определенный период времени появляются обновления программы или выпуск новой версии. На данный момент новейшей является TIA Portal 18.
TIA Portal содержит инструментальные средства для:
- конфигурирования и настройки параметров аппаратуры

- конфигурирования систем промышленной связи

- программирования контроллеров

- конфигурирования панелей операторов SIMATIC

- тестирования, выполнения пусконаладочных работ и обслуживания готовой системы

Базовая версия STEP 7 имеет следующие языки программирования, стандартизированные в соответствии с DIN EN 61131-3:
- FBS – Funktionsbausteinsprache (FBD - Function Block Diagram) - (прежний FUP- Funktionsplan)
- KOP – Kontaktplan (LAD - Ladder Diagram)
- AWL – Anweisungsliste, (STL - Statement List)

Доступны дополнительные опции (инженерные инструменты), соответствующие EN 61131-3:
- S7 SCL (Structured Control Language) Strukturierter Text - структурированный язык высокого уровня
- S7-Graph - графически программируемый язык процесса

кроме того:
- S7 HiGraph, графическое программирование с использованием графов состояний
- S7 CFC (Continuous Function Chart) непрерывная функциональная схема

Недостатками TIA Portal являются:
- недоработки и ошибки ПО. Все версии TIA Portal до v13 были нестабильны и могли неожиданно завершать работу с неизвестными ошибками по самым разным необъяснимым причинам. Недоработки в плане подключения оборудования (поиск устройств и т.д.). Версии v13 и v13 SP1 работают значительно более стабильно, недоработки с подключением в общем и целом исправлены.

- низкая совместимость проектов TIA Portal разных версий или её отсутствие. Например, при помощи TIA Portal V12 можно открыть проект, созданный в TIA Portal v11 SP2 (с конвертацией или без неё), однако, невозможно в большинстве случаев     сделать Upload с ПЛК S7-1200 проекта V11 SP2 с помощью TIA Portal v12. В v13 невозможно без конвертации открыть проект, созданный в v11, а в v14 можно открыть только проекты сделанные в версиях TIA Portal v14 или v13 SP1. Невозможно сохранять проекты в более новых версиях в формате более старых версий.

- низкая совместимость оборудования в TIA Portal разных версий. Например, модели контроллеров S7-1200 с версией прошивки 3.0 можно поменять в проекте на модели с версией прошивки 4.x, наоборот сделать нельзя (только через создание нового проекта).

- низкая совместимость драйверов панелей оператора для разных версии TIA Portal

- большой размер дистрибутива. При относительной несложности самого ПО, находящегося на уровне стандартного прикладного, мало отличающегося от других сред разработки, в том числе предназначенных для программирования ПЛК и панелей операторов, дистрибутивы TIA Portal имеют размеры, измеряемые десятками гигабайт.

- высокие системные требования.

| Компонент          | Системные требования                                  |
| Процессор          | Intel® Core™ i5-6440EQ (до to 3.4 ГГц)                |
| Оперативная память | 16 ГБ (мин. 8 ГБ, 32 ГБ для больших проектов)         |
| Жесткий диск       | SSD с 50 ГБ свободного места                          |
| Сеть               | 1 Гбит (для многопользовательского режима)            |
| Экран              | 15,6-дюймовый дисплей Full HD (1920 x 1080 или более) |